# Moylehäst
Moylehästen är en hästras utvecklad i USA av en man vid namn Rex Moyle från Idaho. Rasen är ovanlig och är mest känd för sina speciella egenskaper, bland annat de hornliknande utväxterna i pannan och att Moylehästarna har dubbelt så stor lever och njure som en normal häst, vilket ger dem otrolig uthållighet. 

## Historia
Moylehästarna utvecklades under mitten av 1900-talet av en enda man, Rex Moyle, som ägde en ranch i Idaho i USA. Rex Moyle avlade fram olika typer av hästar från bland annat Mustanger som han köpte i Utah.  Det hela började när Rex, som var en väldigt djupt religiös man, bytte en av sina hästar mot en häst som tillhörde en Mormon. Den här hästen hade galopperat hela 45 km i sträck för Ponnyexpressen året innan vilket genast hade väckt Rex intresse. Stoet var även dräktig och födde ett stoföl som skulle visa sig ha en otrolig uthållighet, precis som sin mor. 
Rex Moyle avlade vidare på de båda stona med de mustanger han köpte in från bland annat Utah för att få fram lättare ridhästar med enorm uthållighet. Dessa hästar finns fortfarande kvar på Moyles ranch där de används inom boskapsskötsel. 

## Egenskaper
Moylehästarnas mest unika egenskaper är levern och njuren som är dubbelt så stor än hos andra hästraser. Även utväxterna i pannan, som ser ut som två små horn är ovanligt hos andra hästar, men finns ofta hos Moylehästarna. De existerar även hos vissa spanska hästar som Andalusier, men är väldigt ovanliga. Moylehästarna är dessutom unika i och med att de oftast saknar utväxter på benet istället som är väldigt vanligt hos andra hästar. Det är troligtvis arvet från de spanska hästarna som finns i mustangerna som gått i arv hos Moylehästarna. 
Moylehästarna har en otrolig uthållning och är ganska snabba. De duger utmärkt till ridning och boskapsskötsel och har visat sig vara nästan i samma klass som de arabiska fullbloden i distansritt. Men rasen är ovanlig och svår att få tag på.